# El Salt del Pere
El Salt del Pere és una serra situada al municipi d'Arsèguel a la comarca de l'Alt Urgell, amb una elevació màxima de 1.057 metres.